# Live at the Sex Machine
| Recensione              | Giudizio        |
| ----------------------- | --------------- |
| AllMusic                | [ 1 ]           |
| Sputnikmusic            | 4.0 (Excellent) |
| Dizionario del Pop-Rock | [ 3 ]           |

Live at the Sex Machine è un album discografico dei Kool and the Gang, pubblicato dalla casa discografica De-Lite Records nel febbraio del 1971.

## Tracce

### LP
Lato A
1. Medley – 4:23 (Gene Redd, Kool & The Gang)
2. Walk On By – 5:15 (Hal David, Burt Bacharach)
3. Chocolate Buttermilk – 2:02 (Gene Redd, Kool & The Gang)
4. Trying to Make a Fool of Me – 4:27 (Thomas Bell, William Hurt)
5. Who's Gonna Take the Weight - Part 1 & 2 – 6:22 (Gene Redd, Kool & The Gang)

Lato B
1. Pneumonia – 5:01 (Gene Redd, Kool & The Gang)
2. Wichita Lineman – 5:22 (Jim Webb)
3. I Want to Take You Higher – 4:09 (Sylvester Stewart)
4. Funky Man – 3:22 (Gene Redd, Kool & The Gang)
5. The Touch of You – 4:10 (Jerry Jones, Eddie Jackson)

### CD
Edizione CD del 1996, pubblicato dalla Mercury Records (314 522 080-2)
1. Medley – 4:29 (Gene Redd, Kool & The Gang)
2. Walk On By – 5:15 (Hal David, Burt Bacharach)
3. Chocolate Buttermilk – 2:09 (Gene Redd, Kool & The Gang)
4. Trying to Make a Fool of Me – 4:29 (Thomas Bell, William Hurt)
5. Who's Gonna Take the Weight – 6:20 (Gene Redd, Kool & The Gang)
6. Pneumonia – 5:22 (Gene Redd, Kool & The Gang)
7. Wichita Lineman – 5:27 (Jim Webb)
8. I Want to Take You Higher – 4:13 (Sylvester Stewart)
9. Funky Man – 3:24 (Gene Redd, Kool & The Gang)
10. The Touch of You – 4:19 (Jerry Jones, Eddie Jackson)
11. Kool It (Here Comes the Fuzz) – 2:58 (Gene Redd, Kool & The Gang) – Traccia bonus - Brano inedito

## Formazione
- Claydes Smith - chitarra
- Robert Mickens (Spike) - tromba
- Ricky Westfield - piano, organo
- Ronald Bell (Ronnie) - sassofono tenore
- Dennis Thomas - sassofono alto
- Robert Bell (Kool) - basso
- George Brown - batteria

Note aggiuntive
- Gene Redd - produttore (per la Redd Coach Production Co.), arrangiamenti
- Malcolm Addey - ingegnere delle registrazioni
- Remote recording effettuato al Bell Sound Studios
- Gene Redd, Sr. - edited
- Douglas Fiske - art direction, design album
- Elliot Kaufman - fotografia
- Carl Hall - supervisione parte corale[5]

## Classifica
Album
| Anno | Classifica             | Posizione raggiunta |
| ---- | ---------------------- | ------------------- |
| 1971 | Billboard 200          | 122                 |
| 1971 | Top R&B/Hip-Hop Albums | 6                   |

Singoli
| Anno | Titolo del brano            | Classifica            | Posizione raggiunta |
| ---- | --------------------------- | --------------------- | ------------------- |
| 1971 | Who's Gonna Take the Weight | Hot R&B/Hip-Hop Songs | 28                  |
| 1971 | I Want to Take You Higher   | Hot R&B/Hip-Hop Songs | 35                  |